# Anahit Bayandour
Anahit Bayandour (armenisch Անահիտ Սերգեյի Բայանդուր; russisch Анаит Сергеевна Баяндур; * 15. Februar 1940 in Eriwan; † 7. Januar 2011 ebenda) war eine armenische Übersetzerin und Friedensaktivistin.

## Biographie
Anahit Bayandour kam 1940 in Eriwan zur Welt. Ihr Vater war der Dramatiker und Kunstkritiker Sargis Bayandur, ihre Mutter die bekannte Lyrikerin und Autorin Maro Markaryan. 1962 schloss sie ihr Studium am Maxim-Gorki-Literaturinstitut im Bereich Literatur und Übersetzung ab. 1968 erhielt sie den Orden der Völkerfreundschaft für die Übersetzung der Geschichten von Hrant Matevosyan. 1969 wurde sie Mitglied des Schriftstellerverbandes der UdSSR, seit 1970 war sie Mitglied der Union der Schriftsteller Armeniens.
Bayandur übersetzte hauptsächlich Werke der modernen armenischen Literatur. Dank ihr erlangten diese Werke auch im Ausland Berühmtheit.
Bayandour war von 1990 bis 1995 Abgeordnete im obersten Rat der Republik Armenien. Sie war Vorsitzende der armenischen Sektion der Menschenrechtsorganisation Helsinki Citizens’ Assembly (HCA).
Als es im Rahmen der Auflösungserscheinungen der Sowjetunion ab 1988 zu einem blutigen Wiederaufflammen des jahrhundertealten Konfliktes zwischen den unabhängig werdenden Armenien und Aserbaidschan insbesondere um Berg-Karabach kam, engagierte sich Anahit Bayandour für einen respektvollen Dialog, die Suche nach friedlichen Konfliktlösungen und Versöhnung. Ihre Ansprechpartnerin auf aserbaidschanischer Seite war Arzu Abdullayeva (* 1954), Ko-Vorsitzende von Helsinki Citizens’ Assembly international und Vorsitzende der nationalen HCA-Sektion. 1992 wurden beide gemeinsam für ihren Einsatz mit dem Olof-Palme-Preis ausgezeichnet.
Bayandour engagierte sich auch in den Folgejahren in Netzwerken mit Aktivistinnen in Aserbaidschan, Georgien und Armenien und forderte, dass sich die Weltgemeinschaft zusammenschließen müsse, um Russland zu zwingen, seine Politik gegenüber der Region zu ändern.
Sie setzte sich auch für eine Aussöhnung mit der Türkei ein. Im Sommer 2002 reiste sie mit einer armenischen Delegation nach Istanbul, wo sie mit Türken über die Möglichkeit einer Grenzöffnung, über Perspektiven für den Handel und über Unterschiede in der Mentalität der Völker diskutierten.
Nach der militärischen Besetzung des völkerrechtlich zu Aserbaidschan gehörenden Berg-Karabachs durch Armenien setzte sie sich für einen Rückzug der armenischen Truppen ein.
Bayandour starb am 7. Januar 2011 in Eriwan.

## Auswahl von Übersetzungen aus dem Armenischen ins Russische
- Erzählungen von Derenik Demirchyan, Moskau, 1964
- Charents Name von Gurgen Mahari, Moskau, 1966 und 1967
- Kristallpalast von Gogam Swan, Moskau, 1966
- Wir und unsere Berge, Hrant Matosyan, Moskau, 1967
- Geschichten und Briefe von Hohans Tomanyan, Eriwan, 1969
- Wo warst du, oh Diener Gottes von Zorair Khalapyan, Moskau, 1971
- Brot und Wort von Hrant Matosyan, Moskau, 1974
- Nahapet von Hrachia Kuchar, Moskau, 1974
- Verdammter Regen von Kamari Donoyan, Moskau, 1976
- Abenteuer des Herrn Martiros, Moskau, 1976
- Erzählungen von Stepan Soryan, Moskau, 1977
- Last Refuge von Abig Avakyan, Eriwan, 1984

## Auszeichnungen
- 1968 Orden der Völkerfreundschaft
- 1984 Staatspreis der UdSSR
- 1992 Olof-Palme-Preis[8]